# Wilhelm Klein (Archäologe)

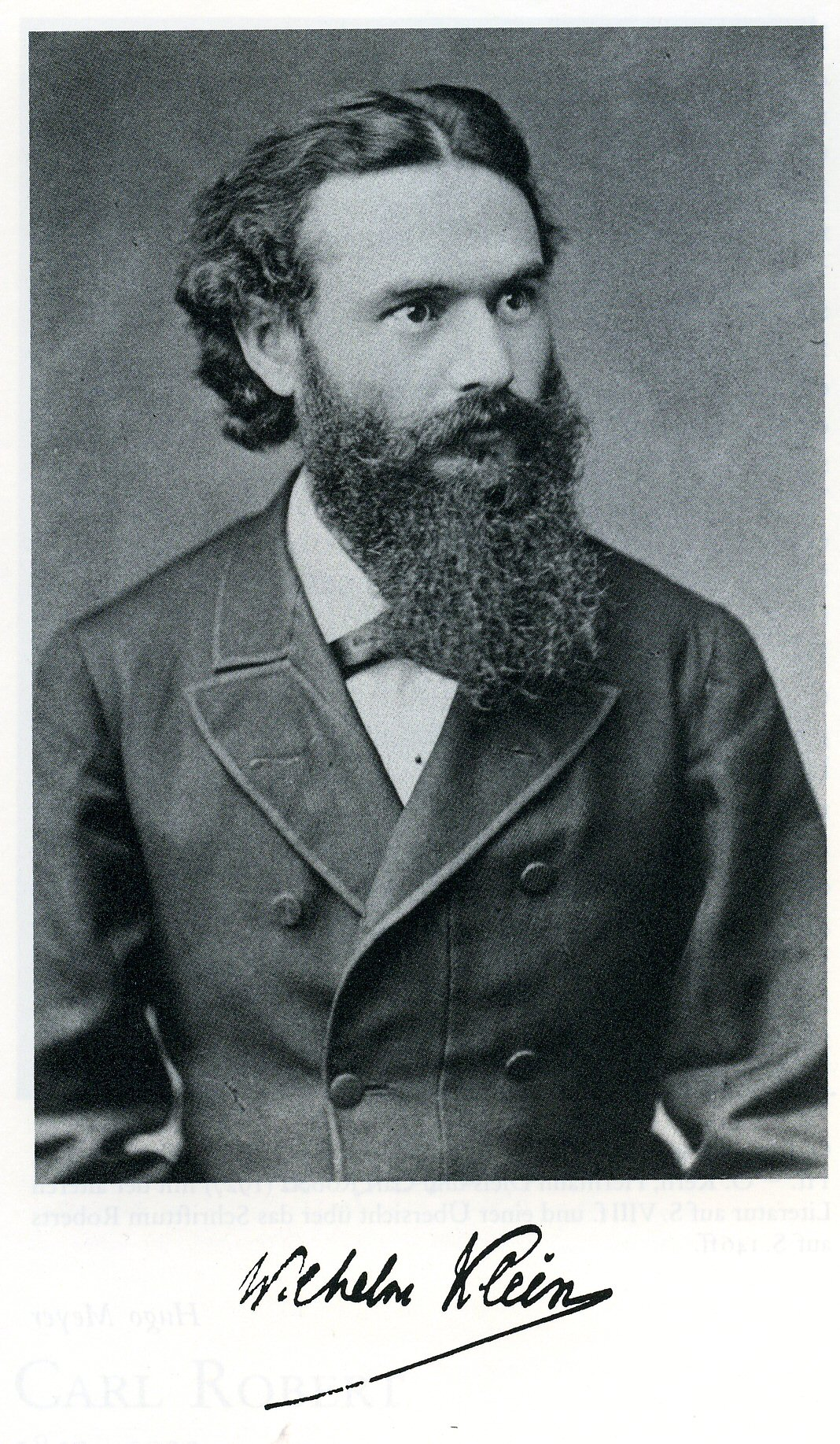
Wilhelm Klein um 1880

Wilhelm Klein (* 20. November 1850 in Karansebesch, Banat; † 2. Februar 1924 in Haindorf, Nordböhmen) war ein österreichischer Klassischer Archäologe.

## Leben und Werk
Wilhelm Klein war der Sohn eines jüdischen Kaufmanns. Ab 1868 studierte er Rechtswissenschaften an der Universität Wien und legte 1871 die juristische Staatsprüfung ab. Bereits daneben hörte er Archäologie bei Alexander Conze. Anschließend studierte er Archäologie und Klassische Philologie an den Universitäten Göttingen (1871–1873), Wien (1873) und Graz, wo er auch an der Münz- und Antikensammlung angestellt war. Er wurde 1875 in Graz bei Heinrich Schenkl zum Dr. phil. promoviert. 1875 unternahm er eine Studienreisen nach Griechenland und Kleinasien (Troja). 1878 trat er aus der jüdischen Glaubensgemeinschaft aus und wurde evangelisch getauft.
Im Jahre 1879 wurde Klein an der Universität Wien mit einer Arbeit zum Vasenmaler Euphronios habilitiert und Privatdozent. 1886 wurde er zunächst außerordentlicher Professor, 1892 ordentlicher Professor für Klassische Archäologie an der deutschsprachigen Karl-Ferdinands-Universität in Prag. 1923 wurde er emeritiert.
Wilhelm Klein war im Jahre 1891 Mitbegründer der Gesellschaft zur Förderung deutscher Wissenschaft, Kunst und Literatur in Böhmen und nahm im Jahre 1902 an der Expedition dieser Gesellschaft nach Kleinasien teil.
Sein Spezialgebiet war die griechische Kunst der Antike. Insbesondere den griechischen Vasen galt sein Interesse. Er stellte erstmals die künstlerische Eigenart der Vasenmaler in den Vordergrund der Forschung und publizierte eine grundlegende Studie zu den Malersignaturen. Wilhelm Klein behandelte auch Probleme der antiken Plastik und der pompejanischen Wandmalerei.
Zu seinen Schülern zählen Alois Gotsmich, Julius Jüthner, Carl Patsch und Ludwig Pollak.

## Schriften (Auswahl)
- Die Rückerlangung der Helena. Dissertation, Universität Graz 1874 (handschriftlich).
- Euphronios. Eine Studie zur Geschichte der griechischen Malerei. Wien 1879; 2., umgearbeitete Auflage Wien 1886 (Digitalisat).
- Die griechischen Vasen mit Meistersignaturen. Wien 1883; 2. vermehrte und verbesserte Auflage. Wien 1887 (Digitalisat).
- Die griechischen Vasen mit Lieblingsinschriften. Wien 1890, 2. verbesserte und vermehrte Auflage Wien 1898 (Digitalisat).
- Praxiteles. Leipzig 1898 (Digitalisat).
- Praxitelische Studien. Leipzig 1899 (Digitalisat).
- Geschichte der griechischen Kunst. 3 Bände, Leipzig 1904–1907 (Digitalisat Band 1, Band 2).
- Vom antiken Rokoko. Wien 1921.